# Lacouroussou
Lacouroussou (auch: Lakouroussou) ist ein Stadtviertel (französisch: quartier) im Arrondissement Niamey III der Stadt Niamey in Niger.

## Geographie
Lacouroussou befindet sich im Stadtzentrum von Niamey. Es wird von den Straßenzügen des Boulevard de la Liberté, der Rue du Sénégal und der Rue du Tchad begrenzt. Die Nachbarviertel sind Banizoumbou im Nordwesten, Kalley Est im Osten und Kalley Centre im Südwesten. Lacouroussou erstreckt sich über eine Fläche von etwa 16,4 Hektar. Das Stadtviertel liegt in einem Tafelland mit einer Sandschicht, die im Norden mehr und im Süden weniger 2,5 Meter tief ist.
Das Standardschema für Straßennamen in Lacouroussou und weiteren Stadtvierteln ist Rue GM 1, wobei auf das französische Rue für Straße das Kürzel GM für Grand Marché, einen im Westen an Lacouroussou angrenzenden großen Markt, und zuletzt eine Nummer folgt. Dies geht auf ein Projekt zur Straßenbenennung in Niamey aus dem Jahr 2002 zurück, bei dem die Stadt in 44 Zonen mit jeweils eigenen Buchstabenkürzeln eingeteilt wurde.

## Geschichte
Das Stadtviertel geht auf die französische Kolonialzeit zurück, die bis 1960 dauerte. Es gehört historisch zum Stadtteil Kalley. Der Ortsname Lacouroussou ist eine Verballhornung des französischen la course, „die Rennstrecke“, nach dem alten Standort des Hippodrome. Das Stadtviertel lag noch bis Anfang der 1950er Jahre, als ein starkes Bevölkerungswachstum in Niamey einsetzte, am Stadtrand. Noch zu Beginn des 21. Jahrhunderts gehörte Lacouroussou zu Niamey II, bis es zu Niamey III wechselte.

## Bevölkerung
Bei der Volkszählung 2012 hatte Lacouroussou 2691 Einwohner, die in 493 Haushalten lebten. Bei der Volkszählung 2001 betrug die Einwohnerzahl 4024 in 622 Haushalten und bei der Volkszählung 1988 belief sich die Einwohnerzahl auf 4486 in 913 Haushalten.

## Infrastruktur
Am Studienzentrum Centre d’Etudes Supérieures d’Administration, de Management et d’Electronique (CESAME) werden Buchhaltung, Computerwartung und Zollwesen gelehrt. Die Berufsschule Institut Professionnel Maïguizo (IPM) bietet Ausbildungen für Verwaltung, Handel, Industrie, Bank- und Transportwesen an. Die Wohnhäuser in Lacouroussou sind üblicherweise Lehmziegelbauten ohne jeden Komfort. Gekocht wird im Freien. Es gibt kein Fließwasser und entsprechend auch keine Duschen und Wasserklosetts.